# Tanjung Ibus
Tanjung Ibus is een bestuurslaag in het regentschap Langkat van de provincie Noord-Sumatra, Indonesië. Tanjung Ibus telt 4728 inwoners (volkstelling 2010).